# Achroosia nuda
Achroosia nuda là một loài bướm đêm thuộc phân họ Arctiinae, họ Erebidae.